# Aleksandr Prochanow
Aleksandr Andriejewicz Prochanow (ros. Алекса́ндр Андре́евич Проха́нов, ur. 26 lutego 1938 w Tbilisi) – radziecko-rosyjski pisarz i publicysta, członek sekretariatu Związku Pisarzy Federacji Rosyjskiej oraz autor ponad 30 powieści i zbiorów opowiadań. Od listopada 1993 jest redaktorem naczelnym skrajnie prawicowej (lub radykalnie reakcyjnej) gazety „Zawtra” („Jutro”). 
Założyciel Klubu Izborskiego, zdecydowany przeciwnik pieriestrojki – przemian ustrojowych w ZSRR, zainicjowanych w 1985 przez Michaiła Gorbaczowa. Prawicowy nacjonalista. 

## Życiorys
Aleksandr Prochanow urodził się w Tbilisi, mieście ówcześnie będącym częścią Gruzińskiej Socjalistycznej Republiki Radzieckiej, do którego jego przodkowie, członkowie rosyjskiej chrześcijańskiej grupy religijnej „Mołokanie”, zostali zesłani przez Katarzynę Wielką. Jeden z nich, Iwan Prochanow, był przywódcą Wszechrosyjskiego Związku Chrześcijan Ewangelików (1908-1928). 
W 1955 roku Prochanow rozpoczął naukę w Moskiewskim Instytucie Lotnictwa, gdzie po raz pierwszy zaczął pisać poezję i prozę. Uczelnię tę ukończył w 1960 roku. Po studiach pracował jako inżynier w jednym z radzieckich instytutów badawczych (Научно-исследовательский институт), a następnie w latach 1962–1964 był zatrudniony jako leśniczy w Karelii i obwodzie moskiewskim. Pod koniec lat sześćdziesiątych zaczął pisać eseje i felietony dla czasopism „Krugozor”, „Smiena” i „Sielskaja Mołodioż”, a następnie zainspirował się twórczością Andrieja Płatonowa i Vladimira Nabokova. 

## Kariera
Między 1960 a 1970 rokiem pracował dla sowieckich gazet „Prawda” i „Litieraturnaja Gazieta”. Jako korespondent zagraniczny Prochanow odwiedził między innymi Afganistan, Nikaraguę, Kambodżę, Angolę i Etiopię. Podróże te stanowiły dla niego materiał potrzebny do napisania późniejszych książek. Prochanow był jednym z pierwszych dziennikarzy, którzy opisali wydarzenia z marca 1969 na wyspie Zhenbao podczas radziecko-chińskiego Konfliktu nad Ussuri. 
W 1971 roku ukazała się jego pierwsza książka zatytułowana Иду в путь мой. Jego mentor i promotor literacki Jurij Trifonow napisał do niej przedmowę. Prochanow w swoich wspomnieniach powie później o nim: „Lubił ekspresyjność, eksperymenty z językiem, przepływ metafor, mój naiwny młodzieńczy panteizm. Ale moje pierwsze powieści zorientowane na społeczeństwo wzbudziły w nim sceptycyzm, więc powierzył mnie pod opiekę innemu pisarzowi, Władimirowi Makaninowi, który był w tym czasie moim dobrym przyjacielem”. 
W 1972 roku Prochanow został członkiem Związku Pisarzy ZSRR. W połowie lat osiemdziesiątych był aktywnym współpracownikiem gazet „Mołodaja Gwardija”, „Nasz Sowremiennik” i „Litieraturnaja Rossija”. W 1990 Prochanow kandydował na stanowisko redaktora naczelnego Litieraturnajej Gaziety, ostatecznie jednak na to stanowisko wybrano Fiodora Burlackiego, protegowanego Michaiła Gorbaczowa. W latach 1989–1991 Prochanow pracował jako redaktor naczelny czasopisma Sowietskaja Literatura, wydawanego w dziewięciu językach w ponad stu krajach. Mimo tego iż miał reputację zagorzałego komunisty, nigdy nie wstąpił do partii komunistycznej. 
W grudniu 1990 (jeszcze jako szef „Sowietskiej Literatury”) Prochanow założył gazetę „Dzień” i został jej redaktorem naczelnym. Początkowo była ona organem Związku Pisarzy Radzieckich, latem 1991 roku „Dzień” wszedł w struktury Związku Pisarzy Rosyjskich. Mając podtytuł Organ opozycji duchowej, stał się prawdopodobnie najbardziej radykalną rosyjską gazetą krytykującą poczynania Borysa Jelcyna i jego ludzi. Uznanemu przez Prochanowa za „patriotyczną alternatywę” dla proliberalnej, kierowanej nomenklaturą „Litieraturnajej Gaziety”, „Dniowi” udało się przyciągnąć przedstawicieli rosyjskiego ruchu opozycyjnego, zjednoczonych nienawiścią do liberalnych reform, ale podzielonych względem komunizmu. Wśród nich byli ultra-nacjonaliści, których publikacje wywołały oburzenie, zaś moskiewscy Żydzi potępili Dzień za promowanie ksenofobii, rasizmu i antysemityzmu. 
W lipcu 1991 napisał Słowo do narodu, polityczny list otwarty podpisany przez Giennadija Ziuganowa, Wasilija Starodubcewa, Igora Szafariewicza, Walentina Rasputina, Walentina Wariennikowa i Eduarda Wołodina. Dokument wzywający do utworzenia zjednoczonego „frontu patriotycznego” był postrzegany z perspektywy czasu jako platforma ideologiczna dla nieudanej próby zamachu stanu w sierpniu 1991. Publikacja manifestu spowodowała rozłam między Prochanowem i generałem Aleksandrem Ruckojem (którego kiedyś pomógł uratować z niewoli w Afganistanie, a później wspierał jego kampanię wyborczą). Ten ostatni, przemawiając w rosyjskiej telewizji, obiecał swojemu byłemu przyjacielowi „dziesięć lat więzienia”. 

Podczas nieudanego zamachu stanu w sierpniu 1991 r. Prochanow poparł juntę, a w 1992 dołączył do kierownictwa Narodowego Frontu Zbawienia wraz z Giennadijem Ziuganowem, Nikołajem Pawłowem, Michaiłem Astafjewem i Igorem Szafariewiczem. W tym samym roku stworzył Ruch Dzień, próbując zachęcić czytelników swojej gazety do jego poparcia. Podczas kryzysu konstytucyjnego w 1993 Dzień stał się niejako rzecznikiem radykalnej opozycji, a Prochanow zyskał rozgłos jako ostry krytyk Jelcyna. Po rozwiązaniu parlamentu rosyjskiego w październiku 1993 Dzień został  zamknięty przez rosyjskie Ministerstwo Sprawiedliwości. W tym samym roku nastąpiła jego reaktywacja pod nazwą Zawtra.      

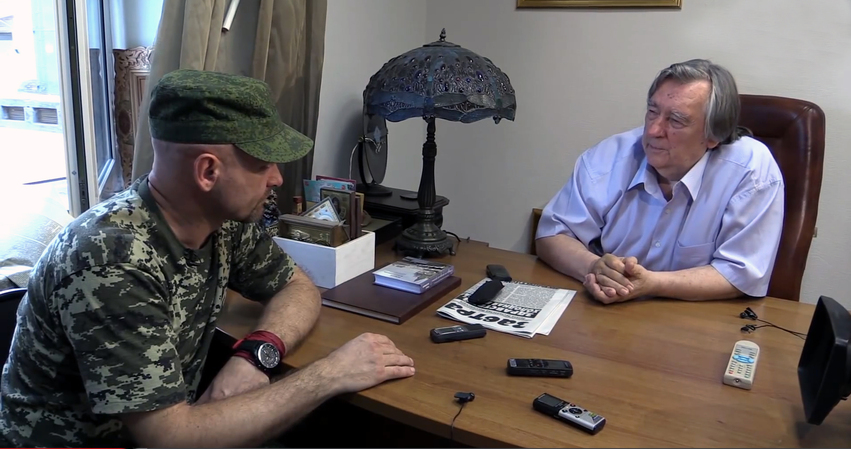
Aleksandr Prochanow z Aleksiejem Mozgowojem, przywódcą milicji ługańskiej, 7 sierpnia 2014

## Wybrane publikacje książkowe
- Rossija: strana niegasimogo swieta[20]
- Czetyrie cwieta Putina[21]
- Sriedi pul[22]
- Wostokowied[23]
- Russkij[24]
- Ja russkij sołdat! Gody srażenija[15]

## Nagrody i wyróżnienia
wg:
- Orderem „Znak Honoru”
- Orderem Przyjaźni Narodów
- Nagrodą Leninowskiego Komsomołu